# Eclissi di sole (Grosz)
Eclissi di Sole è un olio su tela dell'artista tedesco George Grosz, eseguito nel 1926. È conservato all'Heckscher Museum of Art, a Huntington, New York, dove è il dipinto più famoso.
Si tratta di una delle opere principali di Grosz e di uno dei più celebri quadri di denuncia al potere di sempre.

## Descrizione
Il dipinto rappresenta il duro atto d'accusa di Grosz nei confronti della realtà politica ed economica della Germania durante la Repubblica di Weimar, in particolare degli interessi economici che dominavano il nuovo regime.
Raffigura, sullo sfondo di una città in fiamme immersa in un cielo in cui volano aerei della prima guerra mondiale, diversi personaggi attorno a un tavolo (molto simile a un tavolo da poker), dove la figura centrale è il presidente Paul von Hindenburg, seduto nella parte superiore, a denti scoperti, riconoscibile dai lunghi baffi, dalla divisa militare, con medaglie, e indossante un'ironica corona d'alloro in testa. Al tavolo ci sono anche quattro uomini, politici o finanzieri, senza testa, in abiti formali. Essi rappresentano la classe politica, cieca ai problemi della Germania, affarista e corrotta, nonché priva di reale autonomia perché serva del potere militare, rappresentato da Hindenburg. Un corpulento industriale, con un cappello a cilindro, e con piccole armi e un treno in miniatura sotto il braccio, sussurra discretamente all'orecchio del presidente. Esso rappresenta l'alta borghesia che tramite la sua ricchezza e influenza manovra i politici e militari e quindi indirettamente controlla le istituzioni della Germania. L'attenzione di Hindenburg è rivolta altrove, al di là della sua spada insanguinata e della croce funeraria, davanti a lui a tavola, come residuo del ruolo che ebbe nella prima guerra mondiale, e di tutte le vite perse allora.
Un altro riferimento ironico e bizzarro è l'asino, indossante i paraocchi decorati con l'aquila tedesca e che ha davanti, come cibo, dei giornali. L'animale è interpretato dallo storico dell'arte Ivo Kranzfelder come la rappresentazione del popolo tedesco, ignaro delle macchinazioni alle proprie spalle che lo vede vittima delle decisioni altrui ma che di fatto accetta la situazione che lo circonda e crede a qualsiasi notizia riportata dai giornali.
A sinistra di Hindenberg, un altro uomo senza testa appoggia il piede nelle sbarre della prigione sotto di lui. Nella prigione è rinchiuso un ragazzo, simbolo della gioventù tedesca il cui destino è legato alle decisioni degli uomini al tavolo. Davanti a lui, lo scheletro, rappresenta la generazione morta nella prima guerra mondiale e l'inevitabile destino della prossima. 
Un sole scuro, illuminato dal simbolo del dollaro statunitense, presiede la scena. Questo è un riferimento all'investimento della finanza statunitense sull'economia tedesca all'indomani della prima guerra mondiale. Ed è proprio il sole il simbolo chiave del dipinto, rappresentante il potere economico e il capitalismo, di cui secondo Grosz le classi dirigenti della Repubblica di Weimar, sbeffeggiate nell'opera, sono tutte quante serve.

## Storia
Il dipinto fu portato da Grosz negli Stati Uniti, quando vi si trasferì, nel 1933. Fu creduto perduto, ma fu trovato a casa di un imbianchino, Thomas Constantinte, che lo aveva tenuto, arrotolato, nel suo garage, per diversi anni. Quando fu trovato, fu esposto alla Harbour Gallery di Cold Spring Harbor. Grazie agli sforzi del primo direttore professionista dell'Heckscher Museum of Art, una raccolta fondi portò all'acquisizione del dipinto nel 1968 per 15 000 dollari. Il museo aveva pianificato di vendere il dipinto nel 2009, per avere maggiori profitti, ma la protesta pubblica li portò a rinunciare all'idea.